# Ivan Olbracht

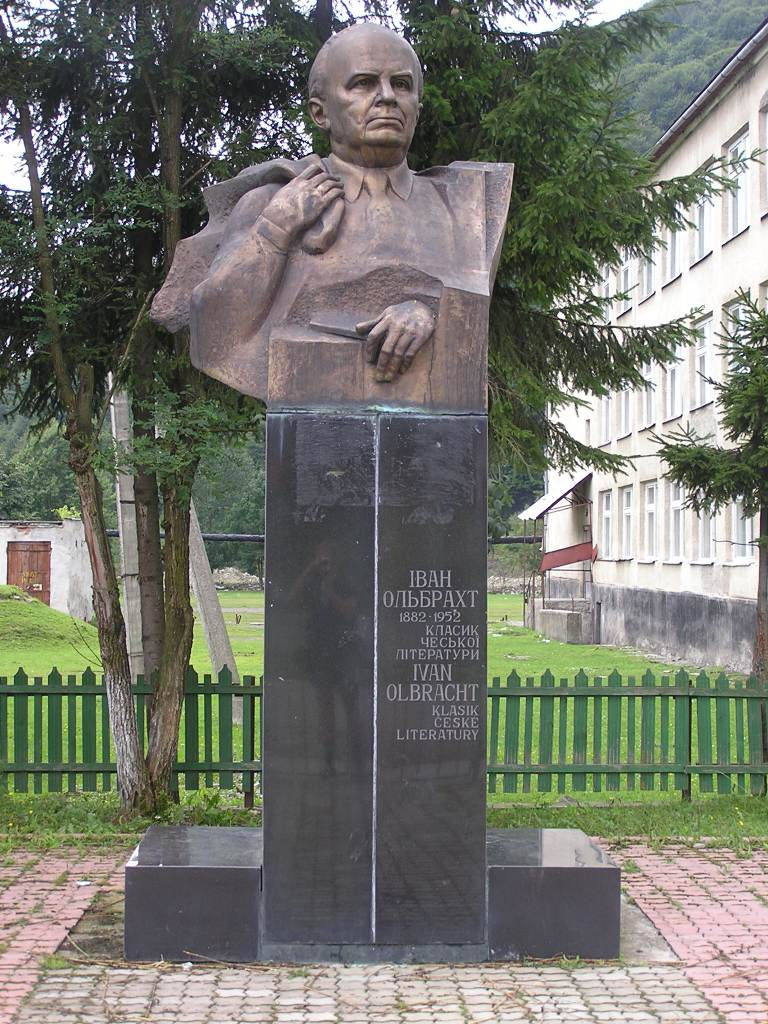
Monumentul lui Ivan Olbracht din satul Koloceava, Ucraina.

Ivan Olbracht (născut Kamil Zeman) (n. 6 ianuarie 1882, Semily⁠(d), Liberec, Cehia – d. 30 decembrie 1952, Praga, Cehoslovacia) a fost un scriitor, jurnalist și traducător ceh de proză germană.
Fiu al scriitorului Antal Stašek, Olbracht a studiat dreptul și filosofia la Praga și Berlin. În 1905, el a început să publice un ziar social-democrat muncitoresc la Viena (Foaia muncitorească, Dělnické listy), și mai târziu, el a făcut același lucru la Praga (Dreptul oamenilor, Právo lidu). În 1921, Olbracht a aderat la Partidul Comunist din Cehoslovacia și a început să lucreze ca jurnalist, în primul rând pentru Rudé právo. El a fost de două ori închis din cauza vederilor sale comuniste, mai întâi în 1926 (la Slezská Ostrava) și apoi în 1928 (la închisoarea Pankrác din Praga).

## Educație și carieră
Olbracht a fost student la drept la universitățile din Berlin și Praga. A abandonat cursurile înainte de absolvire, alegând, cu toate acestea, cariera de jurnalist. El a început să lucreze ca jurnalist la un ziar social democrat ceh din Viena, pentru care a scris articole din 1909 și până în 1916.

### Cărți
Când a început să-și publice scrierile, Olbracht era în primul rând un scriitor de povestiri și de romane cu temă psihologică. Această fază a vieții sale de scriitor a avut loc înainte și în timpul Primului Război Mondial. După război, însă, el s-a concentrat pe jurnalism. Lucrările sale de după război sunt un amestec experimental de ficțiune și realism.
Olbracht a scris povești cu privire la legendele și oamenii din Rutenia Subcarpatică, precum și rapoarte ale călătoriilor sale în Uniunea Sovietică.

## Activități politice
După război, Olbracht a fost, de asemenea, din ce în ce mai atras de politică, plasându-se pe o poziție radicală. În 1920 el a trăit în Rusia Sovietică timp de șase luni, a devenit membru al Partidului Comunist și a preluat postul de redactor la ziarul Rudé právo. A fost arestat pentru agitație politică în 1926 și 1928.
În 1929, împreună cu alți șase scriitori, Olbracht a semnat o declarație de protest împotriva noii conduceri a Partidului Comunist Cehoslovac. Acest gest a dus la excluderea sa din partid și din postul de redactor al ziarului. Rămas fără obligații politice și fără un loc de muncă, Olbracht și-a îndreptat atenția spre scris. Anii care au urmat au fost unii dintre cei mai productivi ca scriitor. Începând din 1931 Olbracht a început să călătorească în mod regulat în Rutenia Subcarpatică, în partea de est a Cehoslovaciei. Regiunea, care era locuită în mare parte de țărani ruteni și de evrei, a creat o impresie profundă asupra scrierilor lui Olbracht. Experiențele sale de acolo au inspirat unele dintre cele mai bune lucrări ale sale. Cartea sa Haiducul Nikola Șuhai, publicată în 1933, s-a inspirat de la o persoană reală. Romanul îl avea în centrul său pe un țăran haiduc care îi jefuia pe cei bogați pentru a-i ajuta pe cei săraci. Cartea este considerată o capodoperă. Ea a dobândit statutul de basm. Olbracht a obținut cel mai înalt premiu literar al țării sale pentru această carte.

## Lucrări ulterioare
În 1934, Olbracht a scris în colaborare scenariul pentru Marijka nevěrnice (Marijka Necredincioasa). În anul următor, el a publicat Hory o staletí (Munți și secole), care era o combinație de etnografie politică și critici cu privire la ceea ce el a perceput ca politica colonialistă a guvernului cehoslovac în Rusia Sucarpatică. În 1937 a fost publicată cartea Golet v údolí (Golet în vale), formată din trei povestiri interconectate despre evreii ortodocși. Cea mai lungă și cea mai bună dintre aceste povestiri este Smutné oči Hany Karadžičové (Ochii triști ai Hanei Karadžičová), o poveste tristă a unei fete evreice care este ostracizată de satul ei pentru că s-a căsătorit cu un evreu ateu. Golet în vale a fost ultima carte a lui Olbracht. Cărțile sale ce au acțiunea în Rutenia Subcarpatică sunt considerate ca fiind cele mai bune lucrări sale ale, reflectând talentul său de a combina realismul documentar și drama ficțională.

## Al Doilea Război Mondial
Teama de persecuție l-a determinat pe Olbracht să se stabilească în micul oraș Stříbrec în timpul celui de-al Doilea Război Mondial. Acolo el a aderat din nou la partidul comunist și a fost activ în mișcarea de rezistență. El a lucrat pentru un timp în Ministerul Informațiilor după război. Scrierile sale de după război au fost limitate la adaptări, inclusiv repovestiri ale poveștilor biblice pentru copii.

## Lucrări selectate
- Proletara (Anna Proletářka) – tradusă în românește de Vitali Benicovschi și Horia Oprescu și publicată de ESPLA București în 1952
- Strania prietenie a actorului Jensen (Podivné přátelství herce Jesenia)
- Haiducul Nikola Șuhai (Nikola Šuhaj loupežník) (1933) – tradusă în românește de Constantin Țoiu și Ihor Lemnîi și publicată de ESPLA București în 1958
- Oglinda de după gratii (Zamřížované zrcadlo)

## Filme
- Olbracht & Kolochava {2009}, regizor: Serghei Gubski (Ucraina), Video pe YouTube, Video pe YouTube

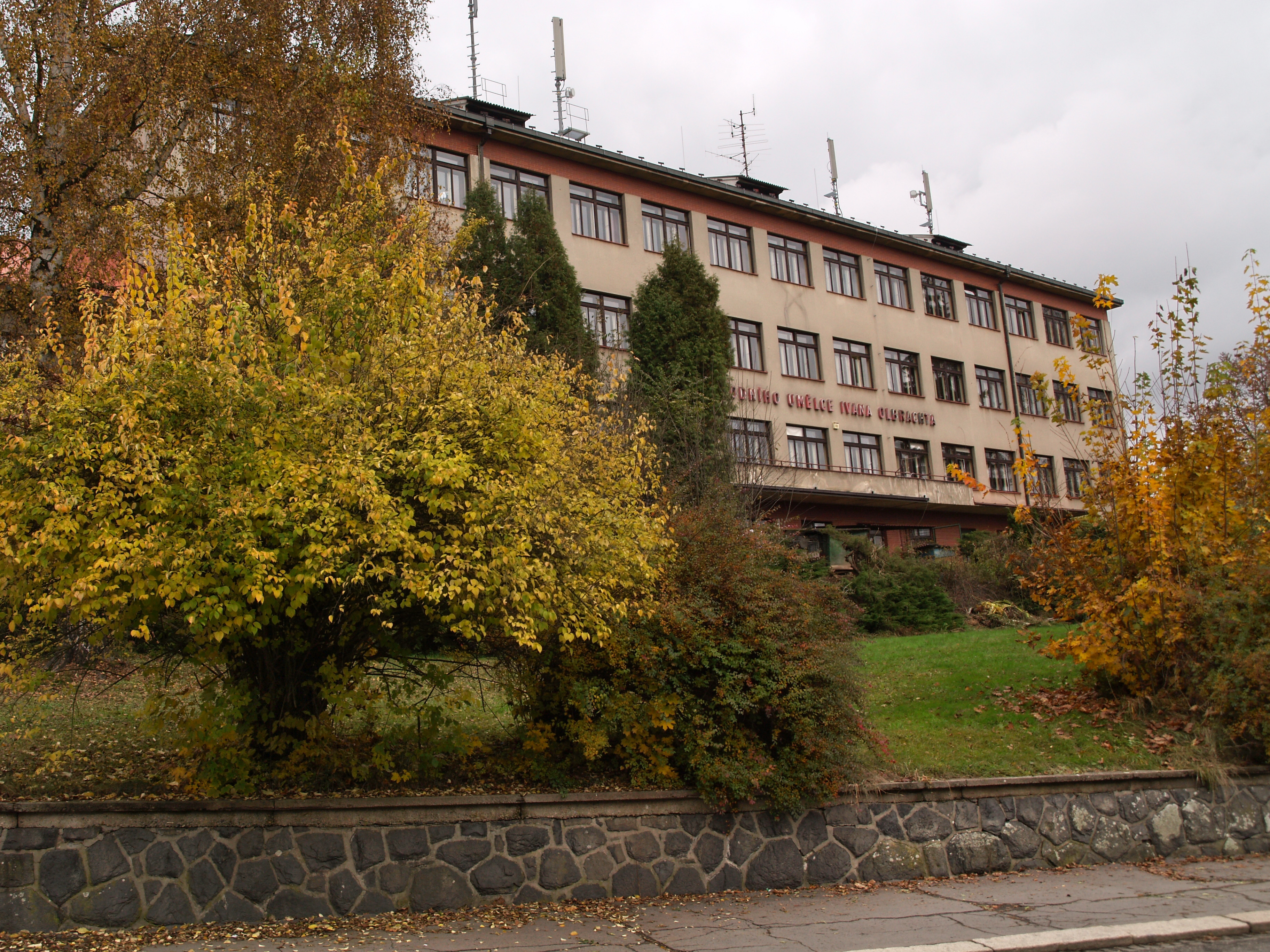
O școală numită Ivan Olbracht în orașul ceh Semily.